# Pentapodus setosus
Pentapodus setosus är en fiskart som först beskrevs av Valenciennes, 1830.  Pentapodus setosus ingår i släktet Pentapodus och familjen Nemipteridae. Inga underarter finns listade i Catalogue of Life.